# ماركو ترافاليو
ماركو ترافاليو (بالإيطالية: Marco Travaglio)‏(من مواليد 13 أكتوبر 1964) هو إيطالي محقق صحافي والكاتب والمعلق ونائب رئيس صحيفة الوقائع الإيطالية السياسية.
منطقته الاهتمام الرئيسية هي السجل القضائي والسياسة الحالية، والتعامل مع القضايا التي تتراوح بين مكافحة الفساد والمافيا. أكثر من مرة، قد أثارت مقالاته غضب الساسة، بصرف النظر عن الأحزاب.

## سيرته
ولد في تورينو و بدأ حياته المهنية بالكتابة عن المنشورات الكاثوليكية. منذ 14 سبتمبر 2006 ، استضيف ماركو في التلفزيون ببرنامج AnnoZero ، الذي استضافته ميشيل سانتورو .
بعد الانتهاء من المدرسة الثانوية، وحصل على الثانوية العامة من تورينو، لديه شهادة في التاريخ المعاصر في كلية العلوم الإنسانية من جامعة تورينو في سن 32 سنة، حتى بعد أن أصبح صحافيا محترفا في عام 1992.

## الشهرة
أصبح معروفا في عام 2001 ، بعد مشاركته في برنامج تلفزيوني مملوك للدولة Raidue. هناك، شارك في تاليف كتاب الأكثر مبيعا، L' odore soldi ("رائحة المال") ، الذي يحقق من مصدر ثروات برلسكوني . بدأ برلسكوني بفتح دعاوى قضائية بتهمة التشهير.
انتقدت آراؤه بشدة، بثت خلال حملة الانتخابات العامة الإيطالية، برلسكوني وحزبه وصفها بأنها هجوم بدوافع سياسية غير موضوعية وشخصية. بعد فوز برلسكوني في الانتخابات، عمل ماركو مع الصحفيين البارزين للتحقيق ضد ماضي برلسكوني أو التحقيق في تاريخه) لم يظهر مرة أخرى في البرامج التلفزيونية المملوكة للدولة حتى سبتمبر 2006 (بعد فترة وجيزة خسر برلسكوني الانتخابات والسلطة)، مما تسبب في جدل طويل حول حرية المعلومات والرقابة في إيطاليا.

## روابط خارجية
- ماركو ترافاليو على موقع IMDb (الإنجليزية)
- ماركو ترافاليو على موقع ديسكوغز (الإنجليزية)
- ماركو ترافاليو على موقع قاعدة بيانات الفيلم (الإنجليزية)